# اسوند اندرسن
اسوند اندرسن (دانمارکی: Svend Andresen؛ زادهٔ ۲۰ مهٔ ۱۹۵۰) بازیکن فوتبال اهل دانمارک بود.
از باشگاه‌هایی که در آن بازی کرده‌است می‌توان به اشاره کرد.
وی همچنین در تیم‌های ملی فوتبال زیر ۲۱ سال دانمارک و دانمارک بازی کرده‌است.